# Première Junte nationale du Chili

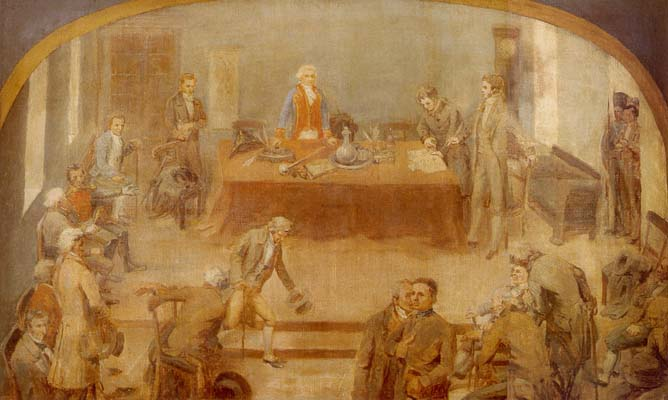
Séance d'ouverture de la première junte

La Première Junte nationale, également appelé Junte gouvernementale provisoire du royaume du Chili, est l'organe collégial formé au Chili issu du cabildo colonial organisé le 18 septembre 1810 à l'initiative du gouverneur de la Capitainerie générale Mateo de Toro Zambrano. Le but était de prendre des mesures pour la défense de cette colonie espagnole après l'emprisonnement du roi Ferdinand VII  par Napoléon Ier. Elle ouvre la période d'Histoire chilienne connue sous le nom de Patria Vieja. 
Cette institution est la première forme de gouvernement autonome dans le centre du Chili depuis la conquête espagnole. Elle a permis l'émergence de l'aristocratie créole dans la vie publique, et corrélativement l'affaiblissement  du pouvoir des fonctionnaires originaires de la métropole. Bien qu'elle a été érigé comme défense de la monarchie espagnole, les idées autonomistes ont progressivement pris le pas pour finalement déclencher le processus d'indépendance du Chili avec la prestation de serment du 12 février 1818.
La fête de l'Indépendance est célébrée le 18 septembre de chaque année.

## Composition initiale
Président : Mateo de Toro Zambrano, remplacé à son décès par Juan Martínez de Rozas.
Vice-président : José Antonio Martínez de Aldunate, évêque de Santiago.
Secrétaire : 
- Docteur Gaspar Marín.
- Docteur José Gregorio Argomedo.

Membres : 
- Juan Martínez de Rozas.
- Fernando Márquez de la Plata.
- Colonel Ignacio de la Carrera.
- Lieutenant-colonel Francisco Javier de Reina.
- Juan Enrique Rosales

## Sources
- (es) Cet article est partiellement ou en totalité issu de l’article de Wikipédia en espagnol intitulé « Primera Junta Nacional de Gobierno de Chile » (voir la liste des auteurs).